# Megalochlamys hamata
Megalochlamys hamata är en akantusväxtart som först beskrevs av Johann Friedrich Klotzsch, och fick sitt nu gällande namn av K. Vollesen. Megalochlamys hamata ingår i släktet Megalochlamys och familjen akantusväxter. Inga underarter finns listade i Catalogue of Life.